# Charles Erskine de Kellie
Charles Erskine de Kellie, né le 13 février 1739 à Rome et mort le 20 mars 1811 à Paris, est un cardinal laïc et diplomate au service de la papauté et de la France.

## Biographie
Il naît en 1739 à Rome, d'une famille écossaise par son père et italienne par sa mère.
Il étudie au collège écossais à Rome, où il est élève du cardinal-duc d'York Henri Benoît Stuart. Avocat de formation, sa culture latine et philosophique le fait remarquer du pape Pie VI, qui s'attache ses services.
Durant la Révolution française, il est envoyé en ambassade à Londres, avec mission de négocier la démission des évêques français réfugiés en Angleterre. À la mort du Pape, il y organise un grandiose service funéraire ; c'est la première fois depuis la Réforme que de telles cérémonies ont lieu en Angleterre pour honorer la mémoire d'un pontife.
De retour à Rome en 1801, il est créé cardinal in pectore par Pie VII, sans jamais avoir été ordonné prêtre. Sa création est révélée le 17 janvier 1803. Il partage la cellule du Pape à la prison du Quirinal lors de l'occupation de Rome par les Français. Napoléon Ier, l'ayant appelé à Paris, lui ordonne en 1809 de se rendre auprès de Pie VII retenu à Fontainebleau.

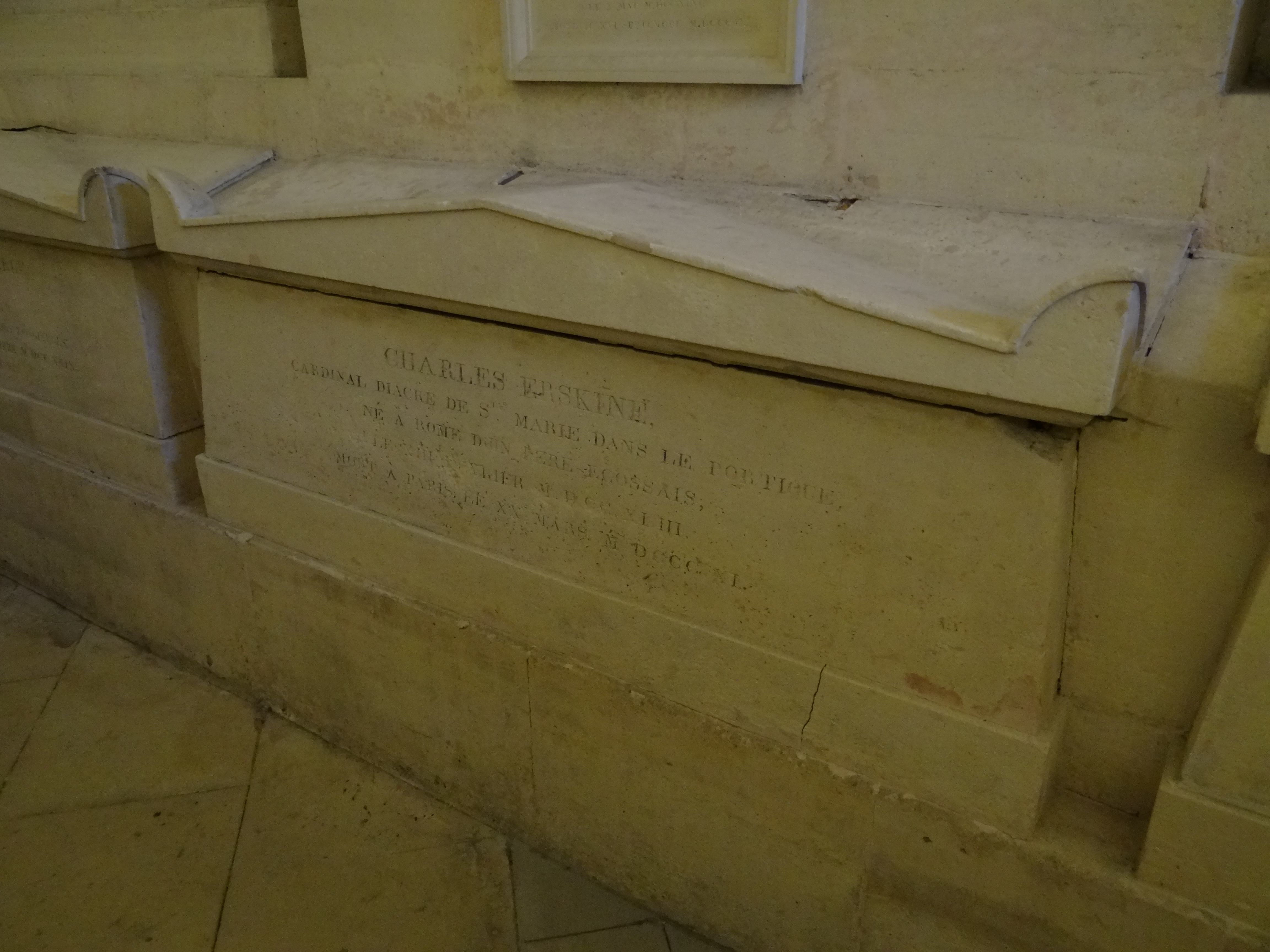
Le tombeau de Charles Erskine de Kellie au Panthéon.

Il y meurt en 1811, le jour de la naissance du Roi de Rome. Il est inhumé au Panthéon à Paris.